# Delay (effet)
Pour les articles homonymes, voir Delay.
Ne pas confondre avec la ligne à retard qui retarde un signal dans un but technique de sonorisation.

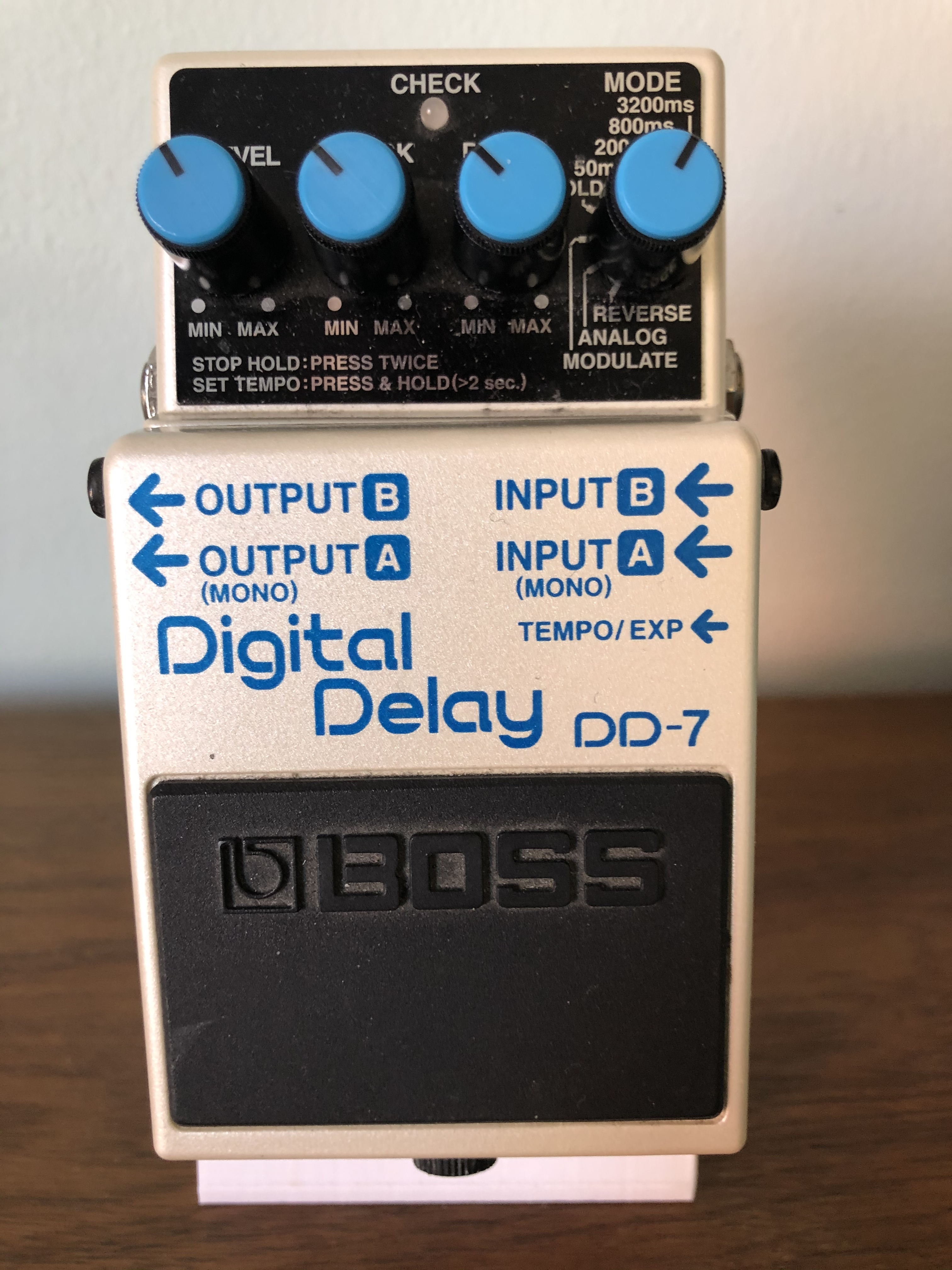
Une pédale de delay basée sur un traitement numérique du signal, le Boss DD-7 Digital Delay.

Le delay est un effet audio qui consiste à répéter plusieurs fois un son, tel un écho. Suivant le genre musical, il peut être utilisé de manière intensive sur différents instruments (comme la guitare électrique, la voix, etc.), pour élargir l'espace sonore ou pour simuler une légère réverbération. D'abord créé avec des échos à bande magnétique dans les années 1950, le delay est ensuite réalisé par des pédales d'effet, utilisant un circuit analogique ou bien un processeur numérique. On le trouve également sous la forme de plugin audio, dont certains cherchent à reproduire les modèles à bande ou analogiques. Chaque technologie employée amène une certaine coloration sur les répétitions, qui peuvent également comporter une modulation (vibrato ou chorus). Le delay peut être mono ou stéréo. Les principaux contrôles d'un delay sont le temps entre chaque répétition (en millisecondes), le nombre de répétitions (feedback) et le volume de l'effet.

## Technologies employées

### Écho à bandes

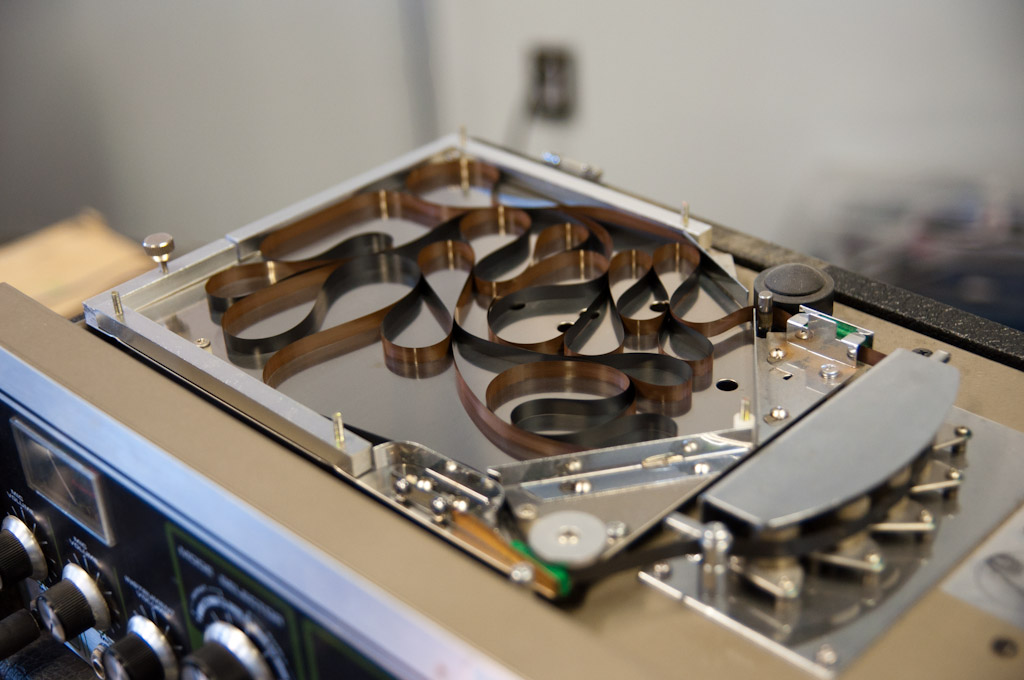
Détail d'un écho à bande Roland RE-101 Space Echo, avec la bande magnétique visible au-dessus des contrôles.

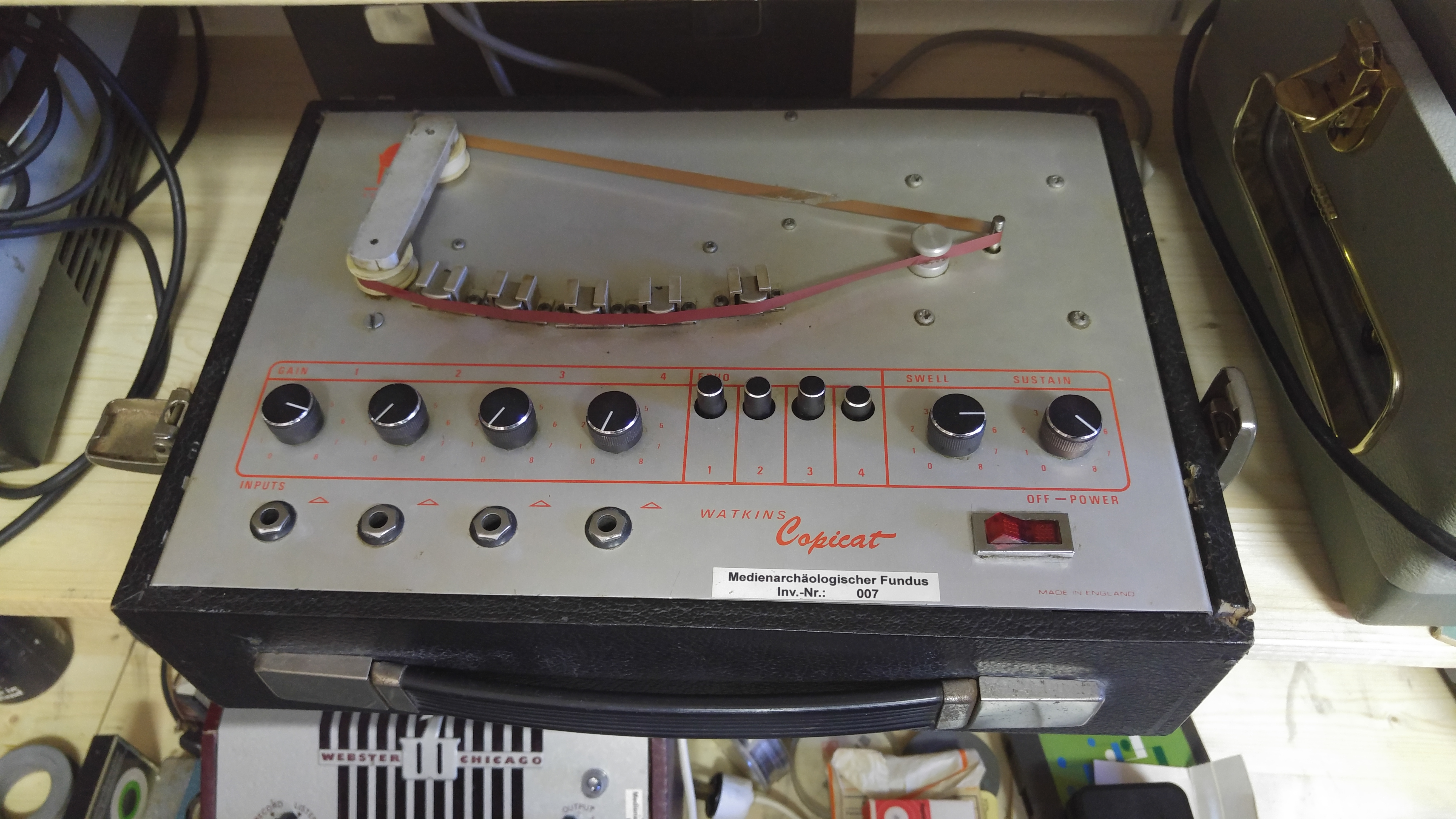
Watkins Copicat Bandecho, écho à bande doté de plusieurs têtes de lecture.

La première méthode utilisée pour obtenir un effet de répétition d'un son est l'écho à bande. C'est un magnétophones à bande magnétique doté de trois têtes : une tête de lecture, une tête d'enregistrement et une tête d'effacement. Le son entrant (produit par un instrument de musique par exemple) est enregistré par la première tête, puis l'autre lit ce son enregistré. La distance entre la boucle d'enregistrement et celle de lecture détermine le temps du delay. Afin d'obtenir plus qu'une seule répétition, le son de sortie est réinjecté en entrée de la machine : c'est une boucle de rétroaction (en anglais feedback). Plus ce paramètre est élevé, plus les répétitions sont nombreuses. Enfin, la dernière tête efface la bande une fois qu'elle a effectué un tour complet, pour éviter une superposition des sons précédemment enregistrés. L'effacement est réalisé en injectant un signal très aigu généré par un oscillateur haute fréquence.
Les séquences d'enregistrement et d'effacement mènent à une dégradation progressive de la bande magnétique, et introduisent de nombreuses imperfections dans le son. Les variations de la vitesse de lecture créent des légers changements de hauteur des notes répétés, à la manière d'un vibrato ou d'un chorus.
Les échos à bande sont notamment employés par les compositeurs français de musique concrète Pierre Schaeffer et Pierre Henry après la Seconde Guerre mondiale. Ils sont également très utilisés en rock 'n' roll aux États-Unis, particulièrement dans les studios de Sam Phillips à Memphis à partir de 1955. Un écho unique et très rapide (quelques dizaines de millisecondes), appelé slapback en anglais, est employé sur la voix d'artistes comme Elvis Presley ou Buddy Holly, pour lui donner plus de présence et de puissance.
Dans les années 1960, plusieurs entreprises en commercialisent, comme l'Echoplex, le Space Echo de Roland ou le Copycat. Certains modèles possèdent plusieurs têtes de lecture, afin de combiner plusieurs vitesses de delay en même temps. La plupart incorporent également un préamplificateur qui colore le son et permet d'apporter une certaine saturation, notamment pour un instrument comme la guitare électrique.
D'autres artistes reprennent le principe de l'écho à bande en l'étendant amplement, comme le guitariste Robert Fripp qui utilise dans les années 1970 les Frippertronics, un dispositif de deux magnétophones séparés de plusieurs mètres qui lui permettent d'obtenir jusqu'à dix secondes de delay.

### Delay analogique
Les delays dits « analogiques » sont des pédales d'effets ou des racks construits autour de puces Bucket Brigade. Ces puces sont inventées par F. Sangster et K. Teer dans les laboratoires de recherche de Philips entre 1968 et 1969, puis utilisées pour la première fois pour du matériel musical par Boss, notamment dans l'ampli Jazz Chorus JC-120 et le chorus CE-2. Une puce Bucket Brigade tire son nom d'une brigade de pompiers qui se passerait de l'eau à la chaîne dans des seaux pour éteindre un incendie : à chaque fois que le seau passe de main en main, un peu d'eau (ici, une partie du signal audio) est perdue. Dans une puce BDD, le signal passe par une série de condensateurs. Le transfert du signal d'un condensateur à l'autre est géré par des transistors, qui agissent comme des interrupteurs. On trouve deux chaînes d'interrupteurs, en opposition de phase, chacune gérée par une horloge externe : lorsqu'un des circuits est ouvert, l'autre est fermé, et vice-versa. À chaque coup d'horloge, la puce BDD garde en mémoire le signal audio tel qu'il se présente à ce moment précis : il s'agit d’échantillonnage du signal. Pour autant, le signal n'est pas numérisé.

L'échantillonnage du signal entraîne une saturation du son, et des pics dans les fréquences correspondant à celle de l'horloge. Aussi, pour les atténuer, un delay analogique intègre généralement un filtre passe-bas en sortie. En conséquences, les répétitions d'un delay analogique sont souvent assez sombres, car les fréquences aiguës ont été filtrées. Plus les répétitions sont claires (avec des aigus), plus le bruit de fond parasite est élevé.
| - Ibanez Analog Delay AD-9. - Circuit du delay analogique. En noir, plusieurs puces BDD. - Arrière du circuit imprimé, et pile pour alimenter la pédale. |

D'autre part, selon le théorème d'échantillonnage, la fréquence de l'horloge doit être au minimum deux fois plus élevée que celle du signal d'entrée ; mais le signal audio provenant d'une guitare contient de nombreuses harmoniques, qui sont susceptibles d'avoir une fréquence plus forte que l'horloge. Il faut donc également utiliser un filtre passe-bas en entrée du circuit, pour éviter un repliement du signal. Ces contraintes limitent le temps maximum du delay à quelques centaines de millisecondes. En effet, plus le temps de delay est long, plus la fréquence de l'horloge doit être faible ; or « plus on ralenti un délai, plus on va créer des signaux non voulus qui vont se mélanger au son d’origine ». Une solution pour pallier cela est de placer deux puces BDD en série (ce qui augmente les coûts de production de la pédale). Enfin, comme les puces BDD ajoutent beaucoup de bruit blanc au signal d'origine, un compresseur (en entrée) et un expandeur (en sortie) sont utilisés pour améliorer le rapport signal sur bruit et permettre d'avoir un signal plus propre.

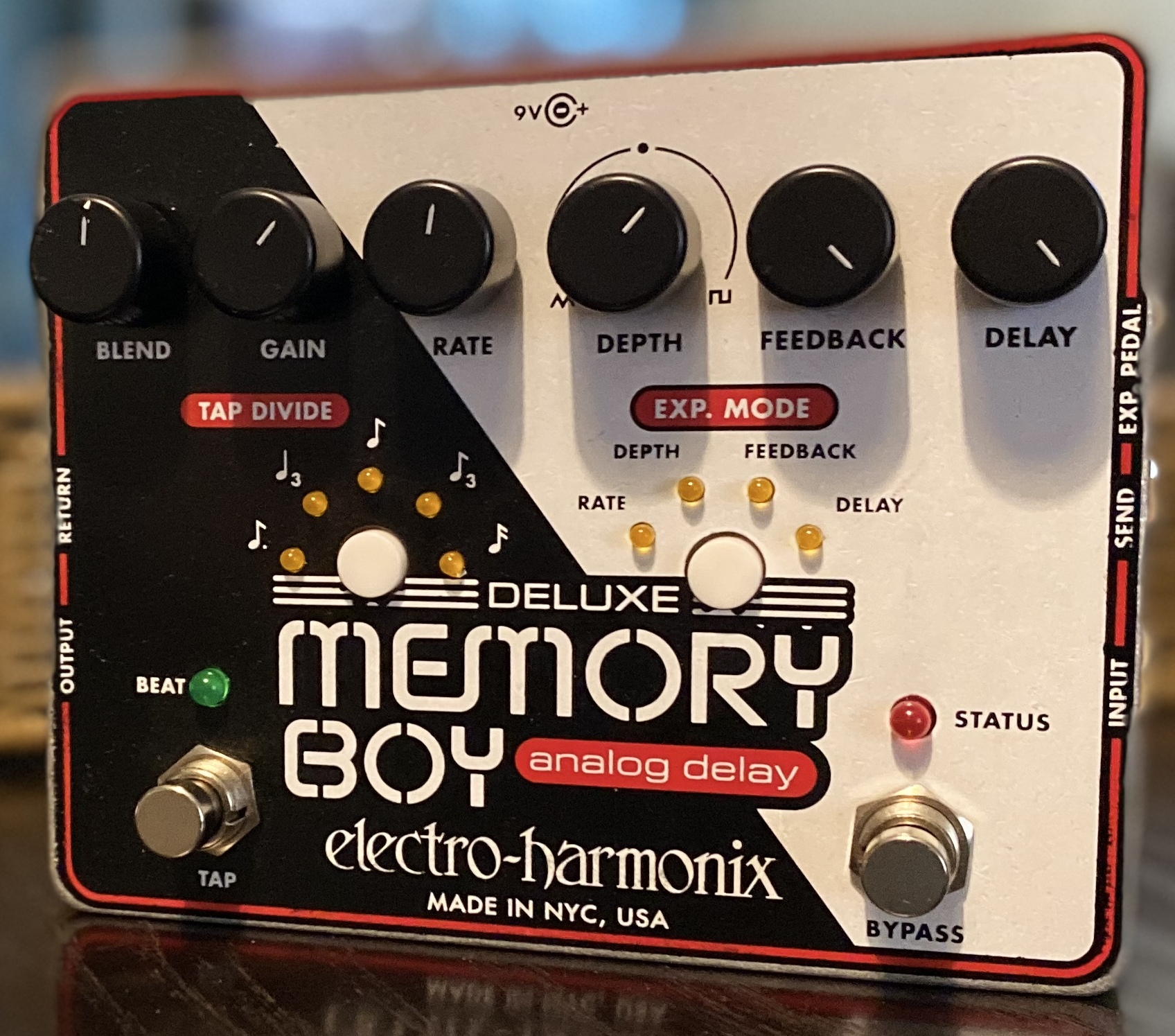
Pédale de delay analogique d'Electro-Harmonix, avec tap tempo, subdivisions rythmiques et paramètres contrôlables via une pédale d'expression externe.

Il est possible de contrôler un delay analogique de manière numérique (notamment le temps de delay en millisecondes), sans pour autant que le signal soit numérisé.

### Delay numérique

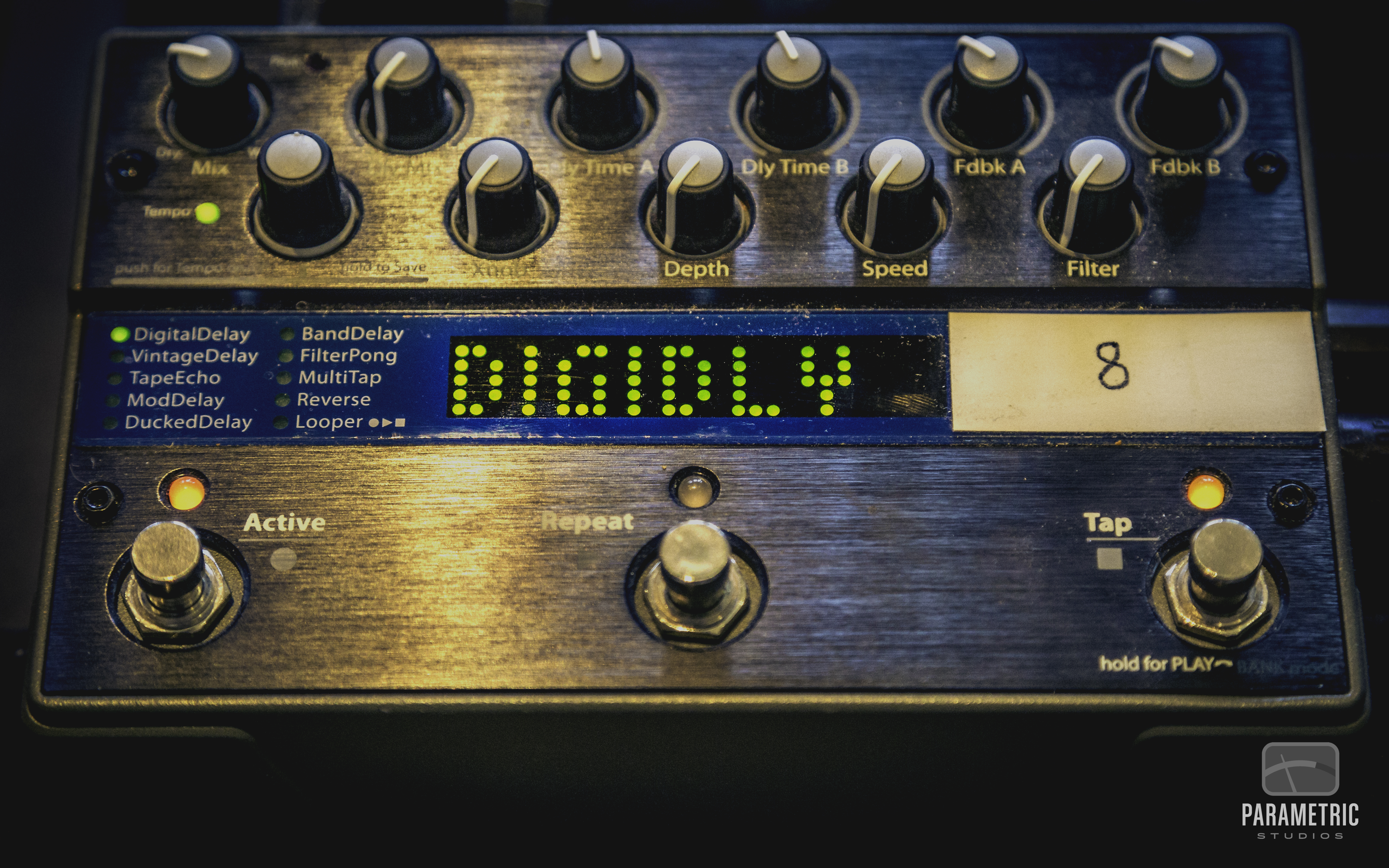
Pédale de delay numérique d'Eventide. Elle propose plusieurs modes, dont certains cherchent à reproduire le son des échos à bande et des delays analogiques.

Les delays numériques sont des pédales d'effet, racks ou multieffets qui se basent sur la numérisation du signal. Un processeur permet de répéter la note, en lui appliquant plusieurs traitements (filtres, modulation, saturation, etc). Ils peuvent être monophoniques ou stéréo.

## Caractéristiques
Physiquement, le delay se présente le plus souvent sous la forme d'une pédale d'effet (analogique ou numérique) ou d'un rack. Historiquement, les premiers delays ont été produits par des échos à bande. Il peut également se trouver directement intégré à un instrument électronique ou à une console de mixage, ainsi que sous la forme d'un plugin audio. 
Les paramètres les plus courants sont :
- le ratio de rétroaction (en anglais feedback) pour contrôler le nombre de répétitions ;
- le délai entre les répétitions, aussi appelé temps (en anglais time). Il va généralement de quelques millisecondes à plusieurs centaines de millisecondes (delays à bande et analogiques), voire plusieurs secondes sur les delays numériques. Ce temps peut correspondre à une durée de note, afin d'avoir les répétitions en rythme. C'est pourquoi certains modèles se basent sur le tempo pour déterminer la valeur du délai ;
- le niveau de l'effet par rapport au signal non traité (noté mix ou level).

On trouve également d'autres traitements (le plus souvent des filtres ou de la modulation telle que du chorus ou du vibrato) pour ajouter des effets sur les répétitions, et en cas de stéréophonie des paramètres permettant de produire des répétitions différentes sur les deux canaux. 
Certains delays sont réputés pour la coloration qu'ils apportent au son, comme le Memory Man d'Electro-Harmonix.

## Utilisation

### Spatialisation
L'effet du delay peut être utilisé pour reproduire l'écho d'un son dans une pièce ou un dans un espace, où les ondes sonores émises par une source rebondissent et arrivent retardée dans l'oreille de la personne qui l'écoute. La sensation de spatialisation provoquée par le delay fait ainsi appel à un effet psychoacoustique.

### Effets créatifs
Les premiers échos à bande sont utilisés dans les années 1950 sur les voix pour leur donner plus de puissance, avec une seule répétition très courte (slapback). Le résultat est différent d'une réverbération et permet de renforcer la présence vocale dans le mix.
Dans les années 1970, le Roland Space Echo devient populaire auprès des producteurs de Dub comme Lee Scratch Perry ou King Tubby qui l'utilisent sur des pistes de batterie ou de guitare et créent des sonorités psychédéliques. 

### Exemples d'usage intensif à la guitare
Il est possible d'utiliser un delay pour créer des harmonies. Cette technique, notamment utilisée à la guitare électrique, consiste à jouer des notes d'une durée égale à la durée du delay. Ainsi, la deuxième note jouée par le guitariste sonne en même temps que la première note répétée par le délai, la troisième en même temps que la deuxième et ainsi de suite. Cela permet de créer des harmonies relativement complexe en donnant un effet canon. Par exemple, en jouant un La en premier, puis un Do en second on entendra sonner une tierce mineure (la-do). Si un mi est joué par la suite, on entendra une tierce majeure (do-mi) et ainsi de suite. 
L'autre avantage de l'utilisation de l'effet pour créer ce genre d'harmonie est que le son produit par l'ampli reste clair et les fréquences des deux notes n'interfèrent pas l'une avec l'autre, comme si deux guitaristes étaient en train de jouer. Cela est d'autant plus vrai lorsque l'on joue en distorsion ou overdrive, où les notes d'une harmonie ou d'un accord sont parfois inaudibles à cause de la saturation si le gain est trop élevé.
Lorsque la note jouée est répétée plusieurs fois (deux, trois, quatre fois ou même à l'infini), il est possible de produire des harmonies impossibles à jouer à la main comme un empilement de tierces par exemple (la-do-mi-sol-si-la (octave supérieure)) ou même des empilements de plusieurs quartes, quintes ou mixtes.
Cet effet est aussi utilisé dans le morceau Cathedral joué par Eddie Van Halen dans l’album Diver Down, ainsi que par Nuno Bettencourt, Blues Saraceno, ou Albert Lee.
Une variante de cette technique permet de créer des notes en cascade avec le delay, donnant l'illusion de jouer plus de notes ou plus rapidement à la guitare. Dans tous les cas, il est nécessaire de régler le feedback au minimum pour avoir une seule répétition, et d'augmenter le volume de l'effet (ou le mix) pour que la note répétée sonne aussi fort que la note initialement jouée. Un delay numérique, qui répète la note sans en changer profondément le son, améliore le rendu sonore de cette technique, par rapport à un delay analogique.